# Lista monumentelor istorice din județul Brașov - H

Simbol pentru monumentele istorice

Lista monumentelor istorice din județul Brașov - H cuprinde monumentele istorice înscrise în Patrimoniul cultural național al României și aflate în localități ce încep cu litera H din județul Brașov.
Lista completă este menținută și actualizată periodic de către Ministerul Culturii, Cultelor și Patrimoniului Național din România, prin intermediul Institutului Național al Patrimoniului, ultima versiune datând din 2015. Această listă cuprinde și actualizările ulterioare, realizate prin ordin al ministrului culturii.
| Cod LMI                               | Denumire                                                                              | Localitate                  | Localizare                                                                   | Datare, Creatori                        | Imagine               | Erori             |
| ------------------------------------- | ------------------------------------------------------------------------------------- | --------------------------- | ---------------------------------------------------------------------------- | --------------------------------------- | --------------------- | ----------------- |
| BV-I-s-B-11278 (RAN: 41836.01)        | Situl arheologic de la Hălmeag                                                        | sat Hălmeag; comuna Șercaia | Valea Felmerului (Valea Mâții)                                               |                                         | Încarcă foto \| video | Raportează eroare |
| BV-I-m-B-11278.01 (RAN: 41836.01.03)  | Așezare romană                                                                        | sat Hălmeag; comuna Șercaia | Valea Felmerului (Valea Mâții), în stânga pârâului                           | sec. II - III p. Chr., Epoca romană     | Încarcă foto \| video | Raportează eroare |
| BV-I-m-B-11278.02 (RAN: 41836.01.02)  | Așezare dacică                                                                        | sat Hălmeag; comuna Șercaia | Valea Felmerului (Valea Mâții), în stânga pârâului                           | Latène                                  | Încarcă foto \| video | Raportează eroare |
| BV-I-m-B-11278.03 (RAN: 41836.01.01)  | Așezare                                                                               | sat Hălmeag; comuna Șercaia | Valea Felmerului (Valea Mâții), în stânga pârâului                           | Neolitic, Cultura Petrești              | Încarcă foto \| video | Raportează eroare |
| BV-I-s-B-11279 (RAN: 41097.01)        | Situl arheologic de la Hărman                                                         | sat Hărman; comuna Hărman   | Dealul Lempeș                                                                |                                         | Încarcă foto \| video | Raportează eroare |
| BV-I-m-B-11279.01 (RAN: 41097.01.05)  | Fortificație medievală timpurie                                                       | sat Hărman; comuna Hărman   | Dealul Lempeș 45.72222°N 25.66861°E                                          | sec. XI - XII, Epoca medievală timpurie | Încarcă foto \| video | Raportează eroare |
| BV-I-m-B-11279.02 (RAN: 41097.01.04)  | Așezare dacică                                                                        | sat Hărman; comuna Hărman   | Dealul Lempeș 45.72222°N 25.66861°E                                          | sec. III a. Chr.-I p. Chr., Latène      | Încarcă foto \| video | Raportează eroare |
| BV-I-m-B-11279.03 (RAN: 41097.01.03)  | Așezare                                                                               | sat Hărman; comuna Hărman   | Dealul Lempeș 45.72222°N 25.66861°E                                          | Hallstatt                               | Încarcă foto \| video | Raportează eroare |
| BV-I-m-B-11279.04 (RAN: 41097.01.02)  | Așezare                                                                               | sat Hărman; comuna Hărman   | Dealul Lempeș 45.72222°N 25.66861°E                                          | Epoca bronzului                         | Încarcă foto \| video | Raportează eroare |
| BV-I-m-B-11279.05 (RAN: 41097.01.01)  | Așezare                                                                               | sat Hărman; comuna Hărman   | Dealul Lempeș 45.72222°N 25.66861°E                                          | Neolitic                                | Încarcă foto \| video | Raportează eroare |
| BV-I-s-A-11280 (RAN: 41186.01)        | Situl arheologic de la Hoghiz, punct „La Cetate”                                      | sat Hoghiz; comuna Hoghiz   | „La Cetate”                                                                  |                                         | Încarcă foto \| video | Raportează eroare |
| BV-I-m-A-11280.01 (RAN: 41186.01.03)  | Așezare romană                                                                        | sat Hoghiz; comuna Hoghiz   | „La Cetate”, la 1 km V de sat, pe malul stâng al Oltului 45.98446°N 25.285°E | sec. II - III p. Chr., Epoca romană     | Încarcă foto \| video | Raportează eroare |
| BV-I-m-A-11280.02 (RAN: 41186.01.02)  | Castru roman                                                                          | sat Hoghiz; comuna Hoghiz   | „La Cetate”, la 1 km V de sat, pe malul stâng al Oltului 45.98446°N 25.285°E | sec. II - III p. Chr., Epoca romană     | Încarcă foto \| video | Raportează eroare |
| BV-I-m-A-11280.03 (RAN: 41186.01.01)  | Așezare dacică                                                                        | sat Hoghiz; comuna Hoghiz   | „La Cetate”, la 1 km V de sat, pe malul stâng al Oltului 45.98446°N 25.285°E | sec. II a. Chr.-I p. Chr., Latène       | Încarcă foto \| video | Raportează eroare |
| BV-II-a-B-11707                       | Ansamblul bisericii „Sf. Arhangheli”                                                  | sat Hălchiu; comuna Hălchiu | Str. Bisericii 248 45.76491°N 25.54471°E                                     | sec. XVIII - XIX                        |                       | Raportează eroare |
| BV-II-m-B-11707.01 (RAN: 41042.13)    | Biserica „Sf. Arhangheli”                                                             | sat Hălchiu; comuna Hălchiu | Str. Bisericii 248 45.76494°N 25.54412°E                                     | 1791                                    |                       | Raportează eroare |
| BV-II-m-B-11707.02                    | Zid de incintă                                                                        | sat Hălchiu; comuna Hălchiu | Str. Bisericii 248 45.76493°N 25.54474°E                                     | sec. XIX                                |                       | Raportează eroare |
| BV-II-m-B-11708                       | Primărie                                                                              | sat Hălchiu; comuna Hălchiu | Str. Feldioarei 1 45.7618°N 25.54461°E                                       | 1848                                    | Alte imagini          | Raportează eroare |
| BV-II-m-B-11709 (RAN: 41042.14)       | Biserica evanghelică                                                                  | sat Hălchiu; comuna Hălchiu | Str. Feldioarei 470 45.7618°N 25.5453°E                                      | 1807                                    | Alte imagini          | Raportează eroare |
| BV-II-m-B-11710                       | Casa Michael Roth                                                                     | sat Hălchiu; comuna Hălchiu | Str. Laterală 569                                                            | 1781                                    |                       | Raportează eroare |
| BV-II-m-B-11711                       | Casa Victor Colțea, cu poarta de lemn                                                 | sat Hălchiu; comuna Hălchiu | Str. Laterală 571                                                            | 1773                                    |                       | Raportează eroare |
| BV-II-m-B-11712                       | Casa Peter Depner                                                                     | sat Hălchiu; comuna Hălchiu | Str. Morii 124 45.76031°N 25.54365°E                                         | sec. XVIII                              |                       | Raportează eroare |
| BV-II-a-A-11713 (RAN: 41836.08)       | Ansamblul bisericii evanghelice                                                       | sat Hălmeag; comuna Șercaia | 252                                                                          | sec. XIII-XV                            | Alte imagini          | Raportează eroare |
| BV-II-m-A-11713.01 (RAN: 41836.08.02) | Biserica evanghelică                                                                  | sat Hălmeag; comuna Șercaia | 252                                                                          | sec. XIII-XV                            |                       | Raportează eroare |
| BV-II-m-A-11713.02 (RAN: 41836.08.01) | Turn-clopotniță și fragmente ale zidului de incintă                                   | sat Hălmeag; comuna Șercaia | 252                                                                          | sec. XIII-XV                            |                       | Raportează eroare |
| BV-II-m-A-11714                       | Casă                                                                                  | sat Hărman; comuna Hărman   | Str. Dorobanți 81 45.71669°N 25.6842°E                                       | 1769                                    |                       | Raportează eroare |
| BV-II-a-A-11715 (RAN: 41097.10)       | Ansamblul bisericii evanghelice fortificate                                           | sat Hărman; comuna Hărman   | Str. Pieții 2 45.70666°N 25.68555°E                                          | sec. XIII - XVIII                       |                       | Raportează eroare |
| BV-II-m-A-11715.01 (RAN: 41097.10.02) | Biserica evanghelică                                                                  | sat Hărman; comuna Hărman   | Str. Pieții 2 45.7222°N 25.6686°E                                            | sec. XIII - XVIII                       | Alte imagini          | Raportează eroare |
| BV-II-m-A-11715.02 (RAN: 41097.10.03) | Capelă                                                                                | sat Hărman; comuna Hărman   | Str. Pieții 2                                                                | sec. XIII-XVI                           | Alte imagini          | Raportează eroare |
| BV-II-m-A-11715.03 (RAN: 41097.10.01) | Incinta fortificată, cu turnuri, acces fortificat, și încăperi pentru provizii, anexe | sat Hărman; comuna Hărman   | Str. Pieții 2 45.71828°N 25.68002°E                                          | sec. XIII - XVI                         |                       | Raportează eroare |
| BV-II-m-A-11715.04 (RAN: 41097.10.04) | Șanțul fortificației                                                                  | sat Hărman; comuna Hărman   | Str. Pieții 2                                                                | sec. XVI                                |                       | Raportează eroare |
| BV-II-m-B-11716 (RAN: 41186.08)       | Castelul Kalnoky, azi locuință                                                        | sat Hoghiz; comuna Hoghiz   | 75 45.98581°N 25.30587°E                                                     | sec. XIII, sec. XVI                     | Încarcă foto \| video | Raportează eroare |
| BV-II-a-B-11717                       | Ansamblul castelului Haller                                                           | sat Hoghiz; comuna Hoghiz   | 75                                                                           | sec. XVI - XIX                          |                       | Raportează eroare |
| BV-II-m-B-11717.01 (RAN: 41186.06)    | Castelul Haller, azi școală                                                           | sat Hoghiz; comuna Hoghiz   | 75                                                                           | sec. XVI - XIX                          |                       | Raportează eroare |
| BV-II-m-B-11717.02                    | Parc                                                                                  | sat Hoghiz; comuna Hoghiz   | 75                                                                           | sec. XIX                                | Încarcă foto \| video | Raportează eroare |
| BV-II-m-B-11718 (RAN: 41186.07)       | Castelul Guthman - Valenta                                                            | sat Hoghiz; comuna Hoghiz   | 160 45.98311°N 25.307°E                                                      | 1553, sec. XVIII                        | Încarcă foto \| video | Raportează eroare |
| BV-II-a-B-11719 (RAN: 41186.09)       | Ansamblul bisericii reformate                                                         | sat Hoghiz; comuna Hoghiz   | 267                                                                          | 1749                                    | Alte imagini          | Raportează eroare |
| BV-II-m-B-11719.01 (RAN: 41186.09.01) | Biserica reformată                                                                    | sat Hoghiz; comuna Hoghiz   | 267                                                                          | 1749                                    |                       | Raportează eroare |
| BV-II-m-B-11719.02 (RAN: 41186.09.02) | Turn-clopotniță                                                                       | sat Hoghiz; comuna Hoghiz   | 267                                                                          | 1749                                    |                       | Raportează eroare |
| BV-II-m-B-11720                       | Casă                                                                                  | sat Homorod; comuna Homorod | 285                                                                          | sec. XVIII                              |                       | Raportează eroare |
| BV-II-m-B-11721                       | Casă                                                                                  | sat Homorod; comuna Homorod | 286                                                                          | sec. XVIII                              |                       | Raportează eroare |
| BV-II-a-A-11722 (RAN: 41257.06)       | Ansamblul bisericii evanghelice fortificate                                           | sat Homorod; comuna Homorod | 403 46.04083°N 25.27861°E                                                    | sec. XIII - XVIII                       | Alte imagini          | Raportează eroare |
| BV-II-m-A-11722.01                    | Biserica evanghelică fortificată                                                      | sat Homorod; comuna Homorod | 403                                                                          | sec. XIII - XV,1784                     |                       | Raportează eroare |
| BV-II-m-A-11722.02 (RAN: 41257.06.01) | Dublă incintă (cea interioară fortificată, cu trei turnuri)                           | sat Homorod; comuna Homorod | 403                                                                          | sec. XV - XVI,1657                      |                       | Raportează eroare |